# 나가노 메이
나가노 메이(일본어: 永野 芽郁, ながの めい, 1999년 9월 24일~)는 일본의 배우, 패션 모델이다. 도쿄도 출신으로 스타더스트 프로모션 소속이다. 신장은 163 cm, 혈액형은 AB형이다.

## 약력
1남 1녀 중 막내이다. 초등학교 3학년 때 도쿄 키치죠지 인근에서 쇼핑 중에 스카우트되어 연예계 진출했다.
아역으로 2009년 공개된 영화 《하드 리벤지, 밀리 블러디 배틀》으로 데뷔. 2010년 드라마 《강철의 여자》(TV 아사히)에서 주인공 하가 이네코(키치세 미치코 분)의 초등학교 시절 역과 2013년 대하드라마 《야에의 벚꽃》에서는 야마카와 토키와(사토 미유키 분)의 소녀 시절을 연기했다.
2010년부터 패션 잡지 〈니코☆푸치〉(신쵸샤)로 레귤러 모델을 맡아, 2013년 6월부터 2016년 3월까지는 자매 잡지 〈nicola〉(신쵸샤)의 모델(니코모)로 활동했다. 애칭은 「메이 ©」. 2016년 8월부터 2019년까지 잡지 〈Seventeen〉(슈에이샤)의 전속 모델로 활동.
2015년 공개된 영화 《내 이야기!!》에서 오디션을 뚫고 여주인공에 발탁돼 각광 받았다. 같은 해 11월에는 〈여배우 등용문〉이라고 주목 받는 〈전국 고등학교 축구 선수권 대회〉의 11대째 응원 매니저로 취임. 이듬해 2016년에는 13대째 〈칼피스 워터〉 CM 캐릭터에 기용되었으며, UQ mobile의 CM에서 후카다 쿄코, 타베 미카코와 함께 세 자매 역으로 출연하며 “그 아이는 누구?”라는 관심을 모았다.
2016년 일일극 《목소리 사랑》(TV 도쿄)에서 드라마 첫 주연, 같은 해에는 대하드라마 《사나다마루》에서 도요토미 히데요리의 정실·센히메 역을 연기. 2017년 3월 《한낮의 유성》에서 주인공 요사노 스즈메 역을 맡아 영화 첫 주연을 완수했다.
2018년 3월 고등학교를 졸업. 같은 해 4월부터 방송된 동년도 전기의 NHK 연속 TV 소설 《절반, 푸르다》에서 여주인공 오디션에 첫 참가해 지원자 2,366명중에서 히로인으로 선출되었다. 주인공 니레노 스즈메 역을 연기, 어린 시절에 질병으로 순식간에 왼쪽 귀를 실청하고 만다는 설정의 어려운 역에서 나가노는 왼쪽 귀에 귀마개를 끼고, 실제로 실청한 사람을 만나 이야기를 듣는 등 철저한 역할 연구를 하고 촬영에 임했다.
2019년 4월 30일에 발매된 6월호를 마지막으로 〈Seventeen〉(슈에이샤)의 전속 모델을 졸업했다.
2021년 7월 23일 신종 코로나 바이러스 감염을 공표. 출연 중인 드라마 《하코즈메 ~싸워라! 파출소 여자~》(NTV)의 촬영을 중단하면서, 8월 4일과 11일 2주간에 걸쳐 특별편의 방송이 대체되었다. 8월 5일자로 활동 재개를 보고했다.

## 인물·기호·에피소드
- 취미는 사진 찍기, 기타, 달리기.[1] 초등학교 5학년 때 우쿨렐레를 배운 것을 계기로 현악기에 관심을 가져, 중학교 2학년 때부터 어쿠스틱 기타 연습을 시작하고 곧 일렉트릭 기타도 연주하게 되었다. 덫붙여, 초등학생 때 일본 전통 악기인 고토,[25][30][31] 고등학교 1학년 때 샤미센을 배운 경험도 있다.[25]

- 좋아하는 뮤지션으로 조지 클린턴,[주 2] 레드 핫 칠리 페퍼스, 스티비 원더, 우루후루즈, 나가후치 츠요시, 아무로 나미에 등의 이름을 말하고 있다.

- 여름 페스티벌 〈미확인 페스티벌 2016〉의 응원 걸 취임 회견에서 자신이 출연하는 칼피스 워터 CM 송이였던 BUMP OF CHICKEN의〈보석이 된 날(宝石になった日)〉의 연주를 선보였다. 같은 소속사의 아티스트의 라이브를 보러 가서 드럼 연주로 스트레스를 발산하기도 했다.[32][33][34][30]

- 또한 운동을 좋아하고, 시간이 있을 때 달리기를 하고 있다. 친구와 함께 역에서 역까지 달리고, 길게는 20km 정도 달릴 수 있다고 한다.[35]

- 특기는 스포츠 흉내.[1]

- 좋아하는 코미디언은 나카야마킨니쿤.[36] NTV 계열의 버라이어티 프로그램 《행렬이 생기는 법률 상담소》에서 첫 대면을 하였을 때에는 통곡 이후에도 나카야마킨니쿤과 포옹하고 황홀한 표정을 지었다.[37]

- 좋아하는 음식은 소금 라멘으로, 적어도 일주일에 두 번은 먹고 있다.[38]

- 세 살 연상의 오빠가 있다.[39]

- 소속사 동료 배우인 아오이 와카나와 친분이 있다. 처음 알게 된 것은 초등학생 시절에 1년에 한번 정도로 사무실에서 우연히 마주치는 정도였지만, 2017년이 되어 우연히 같은 날 홍보 사진을 찍으러 간 것을 계기로  연락처를 교환하고 친해지게 되었다.[40] 또한 〈Seventeen〉에서 함께 했었던 오오토모 카렌와 요코타 마유와도 가장 친한 친구이다.

- 2017년 공개된 첫 주연 영화와 2018년 방송의 첫 주연 아침 드라마에서 연이어 ‘스즈메’라는 이름의 주인공을 연기하고 있지만, 아침 드라마 오디션 때에는 “히로인을 연기한다면, 이 역 밖에 없겠다”라고 운명을 느꼈다고한다.[41]

## 불륜 논란
2025년 4월 23일 주간문춘에서 나가노가 배우 다나카 케이 및 한국인 배우 김무준과 양다리로 교제하고 있는 것을 보도됐다. 이 보도는 전대 미문의 〈양다리 불륜〉 스캔들로서 화제가 되었다. 이 보도에 대해, 나가노와 다나카의 쌍방의 사무소는 불륜 관계를 부정했다. 김무준의 소속사도 나가노와의 열애관계를 부정했다. 나가노 자신은, 29일(28일 심야) 방송의 라디오 프로그램 《나가노 메이의 올나이트 닛폰X》의 시작에서 이 보도에 대해 접해, 「오해를 초래하는 경솔한 행동」이 있었다라고 사실을 인정하고 사과의 말을 전했다. 한편, 다나카 자신은 5월 2일 유료 회원을 위한 블로그에서 「오해를 초래하는 경솔한 행동」이 있었다는 것을 인정하고 사죄의 말을 전했다.
그런데 그 후인 2025년 5월 7일 주간문춘에서 이 소동의 속보가 보도되었다. 내용은 나가노와 다나카가 LINE에서 친밀한 교환을 하고 있다는 것이었다. 이 보도에 관하여 나가노의 사무소는 첫 번째 보도와 마찬가지로 불륜관계를 부정한 후 팬이나 관계자에게 소동을 사과했다. 한편 다나카의 사무소는 “본인의 코멘트에 맡기겠다”고 했다.
본 소동을 받아 소동 전 전개되고 있던 넷 CM 전 9사(아이시티, JCB, 미쓰비시 중공, SUNSTAR, 산토리, 모스푸드 서비스, NTT 커뮤니케이션즈, 클라시에, SK-II)로부터 CM동영상이 5월 17일까지 모두 삭제되었다. 또한 라디오 프로그램 《나가노 메이의 올 나이트 닛폰 X》에서 하차하면서, 이 프로그램은 종료했고, 2026년 방송 예정인 대하드라마 《도요토미 형제!》에서도 하차가 발표되었다.
이에 따라 지금까지 청순파의 이미지로 인기를 얻고 있던 나가노의 이미지가 크게 붕괴되는 사태가 되었고, 그 결과 나가노는 당분간은 연예활동을 사실상 무기한 활동 휴지하기에 이르렀다.

## 출연 작품
역할의 굵은 글씨는 주연 작품

### 텔레비전 드라마
| 방송일자                   | 제목                                                          | 역할                        | 방송사          | 비고      |
| -------------------------- | ------------------------------------------------------------- | --------------------------- | --------------- | --------- |
| 2010년 6월 25일            | 강철의 여자 제6화                                             | 초등학교 시절의 하가 이네코 | TV 아사히       |           |
| 2011년 1월 12일            | 도키도키 마요마요 〈언니라고 하지〉                           | 타마코                      | NHK E 텔레      | 단편      |
| 2011년 8월 1일             | ABU 아시아 어린이 드라마 시리즈 〈소풍〉                      | 미시마 미즈키               | NHK E 텔레      | 단편      |
| 2011년 9월 3일             | 정말로 있었던 무서운 이야기 여름 특별편 2011 〈심연의 미아〉  | 빈칸                        | 후지 TV         | 단편      |
| 2012년 5월 3일             | STAND UP! 뱅가드                                              | 미즈하라 스미레             | TV 도쿄         | 단편      |
| 2013년 5월 19일~7월 28일   | 대하드라마 〈야에의 벚꽃〉 제20화~30화                        | 소녀 시절의 야마카와 토키와 | NHK 종합        |           |
| 2014년 5월 25일~7월 13일   | 플라토닉                                                      | 모치즈키 사리               | NHK BS 프리미엄 |           |
| 2014년 10월 11일           | 후지 TV 개국 55주년 기념 드라마 〈도쿄에 올림픽을 외친 남자〉 | 어린 시절의 그레이스 미야코 | 후지 TV         | 단편      |
| 2015년 7월 1일             | 수요 미스테리 9 〈보신〉                                      | 미야시타 치나츠             | TV 도쿄         | 단편      |
| 2015년 7월 31일            | 오모테산도 고교 합창부! 제3화                                 | 콘도 미키                   | TBS             |           |
| 2015년 9월 26일            | 서머 스토커즈 블루스                                          | 빈칸                        | 후지 TV         | 단편      |
| 2015년 10월 17일~31일      | 테디 고! 제2화~제4화(최종화)                                  | 아마노 안                   | 후지 TV         |           |
| 2015년 12월 20일           | 후지 TV 영 시나리오 대상 〈초한적 능력〉                      | 하시다 미유키 (히로인)      | 후지 TV         | 단편      |
| 2016년 1월 18일~3월 21일   | 언젠가 이 사랑을 떠올리면 분명 울어버릴 것 같아               | 후나카와 레미               | 후지 TV         |           |
| 2016년 7월 8일~9월 30일    | 목소리 사랑                                                   | 요시오카 유이코             | TV 도쿄         |           |
| 2016년 10월 23일~12월 18일 | 대하드라마 〈사나다마루〉                                     | 센히메                      | NHK 종합        |           |
| 2017년 3월 4일             | 슈퍼 샐러리맨 사에나이 씨 제8화                               | 사사하라 모모코             | NTV             | 특별 출연 |
| 2017년 7월 18일~9월 19일   | 우리들이 했습니다                                             | 아오카와 렌코 (히로인)      | 후지 TV         |           |
| 2018년 4월 2일~9월 29일    | 연속 TV 소설 〈절반, 푸르다.〉                                | 니레노 스즈메               | NHK 종합        |           |
| 2019년 1월 6일~3월 10일    | 3학년 A반 -지금부터 여러분은, 인질입니다-                     | 카야노 사쿠라 (히로인)      | NTV             |           |
| 2020년 8월 2일~9월 13일    | 부모 바보 청춘백서                                            | 오비카 사쿠라               | NTV             |           |
| 2021년 4월 26일            | 이치케이의 까마귀 제4화                                       | 꽃뱀 혐의로 기소된 여자     | 후지 TV         | 특별 출연 |
| 2021년 7월 7일~9월 15일    | 하코즈메 ~싸워라! 파출소 여자~                                | 카와이 마이                 | NTV             |           |
| 2022년 7월 5일~9월 6일     | 유니콘을 타고                                                 | 나리카와 사나               | TBS             |           |
| 2024년 1월 8일 ~ 3월 18일  | 네가 마음을 주었으니까                                        | 아이하라 아메               | 후지 TV         |           |
| 2025년 4월 13일 ~ 6월 15일 | 캐스터                                                        | 사키 쿠보카                 | TBS             |           |

### 영화
| 개봉일자         | 제목                          | 역할                              | 배급사                          | 비고          |
| ---------------- | ----------------------------- | --------------------------------- | ------------------------------- | ------------- |
| 2009년 7월 11일  | 하드 리벤지, 밀리 블러디 배틀 |                                   | 졸리 로저                       | 데뷔작        |
| 2010년 5월 1일   | 제브라맨 -제브라 시티의 역습- | 스미레                            | 도에이                          |               |
| 2010년 7월 17일  | 나의 상냥하지 않은 선배       | 이리오모테 야마코 (초등학생 시절) | 팬텀 필름                       |               |
| 2012년 8월 25일  | 바람의 검심                   | 산죠 츠바메                       | 워너 브라더스 영화              |               |
| 2014년 4월 12일  | 가치반 ULTRA MAX              | 세이라                            | AMG 엔터테인먼트                |               |
| 2015년 1월 31일  | 미나미 양장점의 비밀          | 나카타 마리                       | 가가                            |               |
| 2015년 10월 31일 | 내 이야기!!                   | 야마토 린코 (히로인)              | 도호                            |               |
| 2017년 3월 24일  | 한낮의 유성                   | 요사노 스즈메                     | 도호                            | [ 58 ]        |
| 2017년 4월 22일  | 파크스                        | 하루                              | boid                            |               |
| 2017년 4월 29일  | 테이이치의 나라               | 시라토리 미미코                   | 도호                            |               |
| 2017년 5월 20일  | 피치걸                        | 카시와기 사에                     | 쇼치쿠                          | [ 59 ]        |
| 2017년 10월 21일 | 믹스.                         | 오가사와라 에리                   | 도호                            |               |
| 2019년 3월 15일  | 너는 달밤에 빛나고            | 와타라세 마미즈                   | 도호                            |               |
| 2020년 3월 6일   | 가면 병동                     | 카와사키 히토미 (히로인)          | 워너 브라더스 영화              | [ 60 ]        |
| 2021년 5월 21일  | 지옥의 화원                   | 타나카 나오코                     | 워너 브라더스 영화              |               |
| 2021년 8월 6일   | 키네마의 신                   | 젊은 시절의 요시코 (히로인)       | 쇼치쿠                          | [ 61 ] [ 62 ] |
| 2021년 10월 29일 | 그리고 바통은 넘겨졌다        | 모리미야 유코                     | 워너 브라더스 영화              | [ 63 ]        |
| 2022년 9월 30일  | 마이 브로큰 마리코            | 시이노 토모요                     | 하피넷 팬텀 스튜디오 / KADOKAWA |               |
| 2022년 11월 23일 | 마더후드                      | 타도코로 사야카                   | 워너 브라더스 영화              |               |
| 2023년 9월 1일   | 안녕하세요, 어머니            | 칸자키 마이                       | 쇼치쿠                          |               |
| 2024년 5월 31일  | 장난을 잘 치는 타카기 양      | 타카기 양                         | 도호                            |               |
| 2024년 12월 13일 | 일하는 세포                   | 적혈구 AE3803                     | 워너 브라더스 영화              |               |
| 2025년 5월 16일  | 그리고 또 그리고              | 하야시 아키코                     | 워너 브라더스 영화              |               |

### WEB·전달 드라마
- 3학년 A반 -지금부터 여러분만의, 졸업식입니다- (2019년 3월 10일·17일, Hulu) - 카야노 사쿠라 역
- 미타라이 가, 불타다 (2023년 7월 13일, 넷플릭스) - 무라타 안즈 역
- 맑았으면 좋겠네 (2025년 1월 10일, 아마존 프라임 비디오) - 다카하시 사호 역

### 무대
| 공연일자           | 제목                                              | 역할 | 공연장소              | 비고   |
| ------------------ | ------------------------------------------------- | ---- | --------------------- | ------ |
| 2010년 5월 1일~5일 | 극단 Be 폰킷키 제1회 공연 〈이상한 7개의 트렁크〉 | 빈칸 | 도쿄 메구로 퍼시먼 홀 | [ 64 ] |

### 극장판·TV 애니메이션
| 개봉/방송일자   | 제목     | 역할                        | 배급사/방송사      | 비고              |
| --------------- | -------- | --------------------------- | ------------------ | ----------------- |
| 2019년 8월 23일 | 니노쿠니 | 코토나 / 아샤 공주 (히로인) | 워너 브라더스 영화 | 극장판 애니메이션 |

### 외화 더빙
| 개봉일자       | 제목           | 역할                             | 배급사                | 비고                     |
| -------------- | -------------- | -------------------------------- | --------------------- | ------------------------ |
| 2016년 9월 9일 | 갓 오브 이집트 | 이사야 (히로인) <코트니 이턴 분> | 라이언스게이트 / 가가 | 미국 영화, 일본어판 더빙 |

## 그 외 출연

### 다큐멘터리
- 하트넷 TV 〈조용하고 활기찬 학교 -수화로 배우는 아키하루 학원-〉(2017년 10월 2일, NHK E 텔레) - 내레이션[67]
- NNN 다큐멘터리 '20 〈토키츠나구 섬 내일의 하늘에 춤 춰라 따온 색의 날개〉 (2020년 1월 5일, TV 니가타 제작·NTV) - 내레이션[68][69]

### 정보 프로그램
- We Can☆ (2009년 4월 27일~2011년 3월, BS후지) - We Can☆Girls 1기생
- We Can☆47 (2011년 4월 8일~2012년 3월 30일, BS후지) - We Can☆47회원

### 버라이어티
- NHK 프로그램 다마고 역전 교실! (2012년 10월 8일, NHK)
- 통쾌 TV 스캇토 재팬 무네 큔스캇와 두 사람만의 「그 곳」 (2017년 3월 20일, 후지 TV) - 모리타 료코 역
- 청춘 무대 2017 (2017년 9월 9일, NHK E 텔레) - 내레이션
- 토요일 프리미엄 코미디 탈출 게임 2 (후지 TV, 2021년 4월 24일) - 주최자(MC)

### 라디오
- SCHOOL OF LOCK! 〈GIRLS LOCK!〉 (2016년 10월 3일~2018년 3월 29일[70], TOKYO FM) - 제4주째 퍼스낼리티[주 11][71]
- 미쓰비시 중공 presents 나가노 메이 내일은 어디 가자? (2024년 7월 6일~2025년 3월 29일, 도쿄 FM) - 메인 퍼스널리티
- 나가노 메이의 올 나이트 닛폰 X (2025년 4월 1일~5월 13일, 닛폰 방송) - 레귤러 퍼스널리티[72]

### 광고 (CM)
- 도쿄 전력 〈Switch!〉 (2010년 6월)
- 일본 코카-콜라 〈코카콜라〉 스마일을 가지고 돌아 가자. 가족편 (2012년 1월)
- 메이지 제과 〈메이지 밀크 초콜릿〉 (2012년 10월~2013년 9월)
- NHK 〈이지메 방지 캠페인〉 (2013년 8월~2015년 7월)
- 라이프 넷 생명 (2014년 1월)
- HONDA 〈그레이스〉 (2014년)
- 닌텐도 주식회사 〈걸즈 모드 3 반짝반짝 코디〉 (2015년)
- HOYA 〈아이시티〉 (2015년~2025년)
- 아사히 음료
  - 칼피스 〈칼피스 워터〉 (2016년 4월~2022년 3월)
  - 칼피스 브랜드 100주년 (2019년 2월) - 다케노우치 유타카, 나가사와 마사미와 공동 출연
- 세키스이 하우스 〈또한 여기에서 ...〉편 (2016년 4월)
- 리크루트
  - 리쿠르트 잡스 〈타운 워크〉 (2016년 10월)
  - 리크루트 라이프 스타일 핫 페퍼 뷰티 학생 할인 (2019년 1월)
- UQ 커뮤니케이션 〈UQ 모바일〉 (2016년 10월~) - 후카다 쿄코, 타베 미카코와 공동 출연
- AlpenGroup 알파인 스포츠데포 (2016년 12월)
- 노무라 증권 (2018년 12월~2020년 11월)
- 가네보 〈프리 플러스〉 (2019년 1월)
- 아지노모토 〈쿠노르 컵스프〉 (2019년 9월~2024년)
- 이온 〈영어 회화 이온〉 (2019년 12월~)
- SUNSTAR 〈Ora2 me〉 (2020년 6월~) - 2021년 9월부터는 키타무라 타쿠미와 공동 출연
- 카오 〈플레어 향수〉(2020년 8월~) - 이시하라 사토미와 공동 출연
- KOSE 설기정 클리어 웰빙 (2020년 9월~) - 키요하라 카야와 공동 출연
- 코이케야 〈코이케야 프라이드 포테이토〉 (2021년 2월~)
- 산토리푸즈
  - 이에몬 〈두 사람의 차장〉편(2023년 3월 14일~)
  - 산토리 천연수 FRUIT-SPARK 그레플 & 레몬 (2024년 3월 23일~)
- 클라시에 홈 프로덕츠 〈이치가미〉 (2022년 9월 9일~)
- 모스 버거 (2023년 3월 24일~)
- JCB (2022년 1월 27일~)
- 미쓰비시 중공업 〈카본 중립의 여행자〉편 (2022년 11월 11일~)
- 산토리 〈트리스 하이볼〉(2025년 2월 14일~)
- NTT 커뮤니케이션즈 〈도코모 비즈니스〉(2024년 8월 1일~)
- P&G 재팬 〈SK-II〉(2024년 5월 15일~)

### 모델·이미지 캐릭터
- 미쓰비시 한국용 회사 안내 책자 (2009년)
- 니시미츠야 (2011년)
- 야마토 다이와 자전거 (2012년~2013년)
- 시마무라 (2013년~)
- ESS 〈Piu〉 이미지 모델 (2014년~)
- 제94회 전국 고등학교 축구 선수권 대회 (2015년) - 11대째 응원 매니저[14]
- 미확인 페스티벌 2016 (2016년) - 2대째 응원 걸[32]
- 2016년 추계 전국 화재 예방 운동 포스터 (2016년)[73]

### 인터넷 방송
- 수태 안드로이드 (goomo)

### MV
- FUNKY MONKEY BABYS 〈LOVE SONG〉 (2011년 11월 16일)
- 사잔 오루 스타즈 〈영광의 남자(栄光の男)〉 (2013년 8월 7일)
- SHE'S 〈Long goodbye〉 (2015년 4월 29일)[74]
- 사쿠라시메지 〈왼쪽 가슴(ひだりむね)〉 (2016년 8월 17일)[75]

## 서적

### 잡지 연재
- 리본 (2010년 7월호~, 슈에이샤) - 전속 모델
- 니코☆푸치 (2010년 10월호~2013년 6월호, 신쵸샤) - 전속 모델
- nicola (2013년 7월호~2016년 5월호, 신쵸샤) - 전속 모델[76]
- Seventeen (슈에이샤)
  - 전속 모델 (2016년 9월호~2019년 6월호)[77][11]
  - 〈고잉 메이☆웨이〉 연재 (2017년 8월호~)
  - 2018년 6월호 별책 부록 〈스즈메이〉 - 히로세 스즈와 공동 표지 모델[78]

### 사진집
- 〈나가노 메이 in 절반, 푸르다〉 PHOTO BOOK (2018년 4월 2일, 도쿄 뉴스 통신사)[79] ISBN 978-4-86336-750-0
- moment (2019년 3월 5일, SDP)[80] ISBN 978-4-906953-70-7
- No cambia (2020년 4월 24일, SDP)[81] 통상판 ISBN 978-4-906953-83-7 / 특별판 ISBN 978-4-906953-88-2
- team mate (SDP)[82]
  - vol.0 (2021년 6월 24일)
  - vol.1 (2021년 9월 24일)
  - vol.2 (2021년 12월 24일)
  - vol.3 (2022년 3월 24일)
  - vol.4 (2022년 6월 24일)

### 캘린더
- 나가노 메이 공식 캘린더 2016 (2015년 12월 17일, SDP)
- 나가노 메이 공식 캘린더 2017 (2016년 12월 5일, SDP)
- 나가노 메이 공식 캘린더 2018 (2017년 12월 7일, SDP)
- 나가노 메이 공식 캘린더 2019 (2018년 12월 7일, SDP)
- 나가노 메이 공식 캘린더 2020 (2019년 12월 9일, SDP)
- 나가노 메이 공식 캘린더 2021 (2020년 12월 10일, SDP)
- 나가노 메이 공식 캘린더 2022 (2021년 12월 24일, SDP)
- 나가노 메이 공식 캘린더 2023 (2022년 12월 18일, SDP)
- 나가노 메이 공식 캘린더 2024 (2023년 12월 13일, SDP)

## 이벤트
- Seventeen 여름의 학원제 (파시피코 요코하마)
  - Seventeen 여름학교축제 2016 (2016년 8월 23일)[83]
  - Seventeen 여름학교축제 2017 (2017년 8월 24일)[84]
  - Seventeen 여름학교축제 2018 (2018년 8월 23일)[85]
- 도쿄 걸즈 콜렉션 2018 SPRING / SUMMER (2018년 3월 31일, 요코하마 아레나) - NHK 스페셜 스테이지[86]
- Seventeen 가을의 학원제

## 수상 경력
| 연도   | 시상식                                | 부문                    | 작품                                      | 출처          |
| ------ | ------------------------------------- | ----------------------- | ----------------------------------------- | ------------- |
| 2017년 | 제9회 컨피던스 어워드 드라마          | 신인상                  | 우리들이 했습니다                         | [ 87 ] [ 88 ] |
| 2017년 | Yahoo! 검색 대상 2017                 | 스페셜 부문             | 빈칸                                      | [ 89 ]        |
| 2018년 | 제13회 컨피던스 어워드 드라마         | 여우주연상              | 절반, 푸르다                              | [ 90 ]        |
| 2018년 | 제98회 더 텔레비전 드라마 아카데미상  | 여우주연상              | 절반, 푸르다                              | [ 91 ]        |
| 2019년 | 엘란도르상                            | 신인상                  | 빈칸                                      | [ 92 ]        |
| 2019년 | 제27회 하시다상                       | 신인상                  | 절반, 푸르다                              | [ 93 ]        |
| 2019년 | 제100회 더 텔레비젼 드라마 아카데미상 | 여우조연상              | 3학년 A반 -지금부터 여러분은, 인질입니다- | [ 94 ]        |
| 2021년 | 제46회 호치 영화상                    | 여우주연상              | 그리고 바통은 넘겨졌다, 지옥의 화원       |               |
| 2021년 | LINE NEWS AWARDS 2021                 | 화제의 인물상 배우 부문 | 빈칸                                      |               |
| 2022년 | 제45회 일본 아카데미상                | 우수 여우주연상         | 그리고 바통은 넘겨졌다                    |               |
| 2022년 | 제64회 블루리본상                     | 여우주연상              | 그리고 바통은 넘겨졌다, 지옥의 화원       |               |
| 2022년 | 제48회 방송 문화 기금상               | 연기상                  | 하코즈메 ~파출소 여자들의 역습~           |               |
| 2023년 | 제34회 일본 쥬얼리 베스트 드레서상    | 20대 부문               | 빈칸                                      |               |
| 2023년 | 제46회 일본 아카데미상                | 우수 여우조연상         | 마더후드                                  |               |
| 2024년 | 제47회 일본 아카데미상                | 우수 여우조연상         | 안녕하세요, 어머니                        |               |
| 2024년 | 제41회 베스트 지니스트 2024 협회      | 선출 부문               | 빈칸                                      |               |
| 2024년 | Beauty of the year 2025               |                         | 빈칸                                      |               |

### 내용주
1. ↑  첫 등장은 2016년 9월호.
2. ↑  주연 드라마 《절반, 푸르다》의 막바지 방송을 앞두고 《아사이치》 프리미엄 토크의 생방송 출연 때(2018년 8월 31일 방송일자)에서 좋아하는 음악을 이야기할 때, 조지 클린턴의 이름을 거론했다.
3. ↑  하차 발표 시점에서 즉시 종료했기 때문에 발표 전 5월 12일 심야 방송이 마지막 방송이 됐다.
4. ↑  다만, 소속사 관계자는 나가노의 활동 휴지 자체는 부정하고 있다.[57]
5. ↑  토다 에리카와 공동 주연
6. 1 2  개봉일 기준은 일본에서의 개봉일이다.
7. ↑  키타무라 타쿠미와 공동 주연
8. ↑  사토 타케루와 공동 주연
9. ↑  We Can☆Girls의 일원으로서 출연
10. ↑  개봉·방송일자 기준은 일본에서의 공개일이다.
11. ↑  2017년 3월까지 제1주째 담당.

### 참조주
1. 1 2 3 4 5  “나가노 메이의 프로필”. 《스타더스트 프로모션 제작1부》. 스타더스트 프로모션. 2018년 9월 20일에 확인함.
2. ↑  “드라마『목소리 사랑』으로 첫 주연! 나가노 메이 「내가 좋아하는 것은 목을 울리는 남자다운 목소리」”. 《주프레NEWS》. 슈에이샤. 2016년 8월 12일. 2016년 8월 12일에 확인함.
3. 1 2  “16세·나가노 메이, 웃음과 마카롱·열등함이 있는 영화 〈내 이야기!!〉 내사 PR”. 《스포츠호치》. 2015년 10월 31일. 2016년 3월 31일에 원본 문서에서 보존된 문서. 2016년 8월 12일에 확인함.
4. ↑  일본 탤런트 명감 (VIP 타임즈사)
5. 1 2  “나가노 메이”. 영화.com. 2015년 12월 10일에 확인함.
6. ↑  “나가노 메이는 키치죠지 사랑, 스카우트된 도시”. 《Narinari.com》. 2017년 4월 2일. 2017년 6월 27일에 확인함.
7. ↑  “【이달의 영화 미소녀】나가노 메이, 쿠보타 사유 등을 체크!”. MovieWalker. 2015년 10월 2일. 2015년 12월 10일에 확인함.
8. ↑  “나가노 메이, 「행복」 잡지 니콜라 졸업식에서 눈물”. 《스포츠호치》. 2016년 3월 30일. 2016년 9월 13일에 원본 문서에서 보존된 문서. 2016년 3월 31일에 확인함.
9. ↑  “나가노 메이©”. 《니코☆쁘띠 넷》. 신쵸샤. 2013년 5월 21일. 2013년 5월 21일에 원본 문서에서 보존된 문서. 2017년 5월 28일에 확인함.
10. ↑  “나가노 메이”. 《니콜라 넷★니코모's FILE》. 신쵸샤. 2016년 3월 26일. 2016년 3월 26일에 원본 문서에서 보존된 문서. 2017년 5월 28일에 확인함.
11. 1 2 3  “나가노 메이 「세븐틴」 전속 모델의 졸업을 발표”. 《SANSPO.COM》 (산케이 디지털). 2019년 4월 30일. 2019년 4월 30일에 확인함.
12. ↑  永野芽郁 (2015년 12월 1일). “【인터뷰】나가노 메이, 찬반 속에서 도전 한 「내 이야기!!」히로인의 진가 성장 「나의 모든 것이 바뀌 었습니다」”. 水崎泰臣. 모델프레스. 2015년 12월 10일에 확인함.
13. ↑  “「내 이야기!!」 히로인 역 나가노 메이 “자연 미인” 중단 예감”. 《일간겐다이DIGITAL》 (일간겐다이). 2015년 11월 18일. 2018년 9월 20일에 확인함.
14. 1 2  “나가노 메이, “여배우 등용문” 「고등학교 축구 응원 매니저」에 발탁”. 《ORICON NEWS》 (oricon ME). 2015년 11월 13일. 2015년 12월 8일에 확인함.
15. ↑  “나가사와 마사미·노넨 레나 등에 계속되는 발탁의 브레이크 일직선의 나가노 메이”. 《모델프레스》 (주식회사 나타샤). 2016년 4월 4일. 2016년 4월 5일에 확인함.
16. ↑  “나가노 메이, 13대째 「칼피스 워터」신 CM 캐릭터에 결정 「전력으로 달려가고 싶다」”. 《ORICON NEWS》 (oricon ME). 2016년 4월 4일. 2018년 9월 20일에 확인함.
17. ↑  “나가노 메이, CM 셋째 딸 역으로 주목도 급상승 이상적인 “그 아이는 누구?””. 《ORICON NEWS》 (oricon ME). 2016년 11월 19일. 2018년 9월 20일에 확인함.
18. ↑  “「사나다마루」 나가노 메이가 센히메 역! 나카가와 타이시와 부부에”. 《더 텔레비전》 (KADOKAWA). 2016년 9월 18일. 2018년 9월 20일에 확인함.
19. ↑  “나가노 메이 「한낮의 유성」으로 영화 첫 주연! 미우라 쇼헤이 & 시라하마 아란과 삼각 관계”. 《영화.com》. 2016년 10월 13일. 2018년 9월 20일에 확인함.
20. ↑  엔도 마사키 (2017년 4월 16일). “나가노 메이 : 주목의 신진 여배우의 이 목표 여배우상과 첫사랑에 대해 이야기”. 《MANTANWEB》 (MANTAN). 2018년 9월 20일에 확인함.
21. ↑  “아침 드라마 히로인 나가노 메이가 고등학교 졸업을 보고 「학업 생각보다 힘들다고 느꼈을 수도」”. 《모델프레스》 (주식회사 나타샤). 2018년 4월 7일. 2018년 9월 20일에 확인함.
22. ↑  “나가노 메이, 내년 봄 아침 드라마여 주인공으로 결정 주인공 오디션 첫 참가에서 격전 이겨내다”. 《모델프레스》 (주식회사 나타샤). 2017년 6월 20일. 2018년 9월 20일에 확인함.
23. ↑  “천진난만한 밖에 없는 나가노 메이의 “실전  강도” 「오디션이 좋아」”. 《ORICON NEWS》 (oricon ME). 2018년 3월 26일. 2018년 9월 20일에 확인함.
24. ↑  “히로인은 나가노 메이 씨!  2018년도 전기 연속 TV 소설 「절반, 푸르다」”. 일본방송협회. 2017년 6월 20일. 2017년 6월 21일에 원본 문서에서 보존된 문서. 2017년 6월 20일에 확인함.
25. 1 2 3  호치신문사 (2018년 3월 26일). “아침 드라마 새로운 히로인 나가노 메이 「절반, 푸르다」의 역할 이름에 운명을 느꼈다”. 《스포츠호치》. 2018년 9월 21일에 확인함.
26. ↑  “나가노 메이, 신종 코로나 감염 발열 자세히 자택 요양 중 현재 드라마 〈하코즈메〉 출연”. 《스포츠호치》 (호치신문사). 2021년 7월 23일. 2021년 7월 23일에 확인함.
27. ↑  “나가노 메이 코로나 감염 열사병 진단도 다음날 판명 드라마 「하코즈메」 주연 중”. 닛칸스포츠. 2021년 7월 23일. 2021년 7월 23일에 확인함.
28. ↑  “NTV 수10 「하즈코메」 8.4 제 5화를 연기하는 대신 2주 「특별편」 코로나 재난에 의한 촬영 중단의 영향”. 《Sponichi Annex》 (스포니치 신문사). 2021년 7월 30일. 2021년 7월 30일에 확인함.
29. ↑  “신종 코로나 감염 나가노 메이가 복귀 일 재개 & 감사 전하는 「노력하겠습니다!」”. 《ORICON NEWS》 (oricon ME). 2021년 8월 5일. 2021년 8월 5일에 확인함.
30. 1 2  “나가노 메이 『절반, 푸르다』호조 유지하는 의외의 아무로 나미에 효과”. 《여성자신》 (코분샤). 2018년 8월 8일. 2018년 9월 20일에 확인함.
31. ↑  “나가노 메이, 스트레스 발산 드럼 「촬영이 빨리 끝날 때에 스튜디오 들어와」”. 《스포츠 호치》 (호치 신문사). 2018년 5월 6일. 2018년 9월 20일에 확인함.
32. 1 2  “나가노 메이, 10대 한정 여름 페스티벌 응원 소녀로 결정! 렛치리 좋아하고, 꿈은 복면 기타리스트?”. 《데☆뷔 뉴스》 (oricon ME). 2016년 7월 8일. 2018년 9월 20일에 확인함.
33. ↑  “나가노 메이, 감독의 제안을 거절 「좋아하는 남자」와의 에피소드도 공개”. 《모델 프레스》 (주식회사 나타샤). 2017년 4월 30일. 2018년 9월 20일에 확인함.
34. ↑  “나가후치 츠요시 좋아..「절반, 푸르다」 나가노 메이의 뜻밖의 본 모습 (1/2)”. 《AERA dot. (아에라점)》 (아사히 신문 출판). 2018년 5월 16일. 2018년 9월 20일에 확인함.
35. ↑  “브레이크 한가운데! 나가노 메이에 대해 더 알고 싶다 「미용법」 「패션」 「좋아하는 남성의 타입」”. 《모델프레스》 (주식회사 나타샤). 2016년 4월 25일. 2018년 9월 20일에 확인함.
36. ↑  “나가노 메이, 동경의 연예인과 대면에 눈물 뚝뚝...「너무 귀엽다」의 목소리 (1/2)”. 《web더 텔레비전》. 카도카와. 2019년 1월 7일. 2019년 1월 8일에 확인함.
37. ↑  “나가노 메이, 동경의 연예인과 대면에 눈물 뚝뚝...「너무 귀엽다」의 목소리 (2/2)”. 《web더 텔레비전》. 카도카와. 2019년 1월 7일. 2019년 1월 8일에 확인함.
38. ↑  “나가노 메이, 성장기 17세, 은밀한 즐거움은 “소금 라멘””. 《Sponichi Annex》 (스포츠호치 신문사). 2017년 3월 14일. 2018년 9월 20일에 확인함.
39. ↑  “나가후치 츠요시 좋아..「절반, 푸르다」 나가노 메이의 뜻밖의 본 모습 (2/2)”. 《AERA dot. (아에라점)》 (아사히 신문 출판). 2018년 5월 16일. 2018년 9월 20일에 확인함.
40. ↑  “아오이 와카나 × 나가노 메이, 아침 드라마 주인공 콤비의 알려지지 않은 인연 거리가 좁혀진 “추억의 오디션” 비화 <모델 프레스 인터뷰>”. 모델프레스. 2018년 3월 20일. 2018년 9월 20일에 확인함.
41. ↑  나가노 메이, 두 번째 “스즈메”에 느낀 운명 〈절반, 푸르다〉 인터뷰에서 보여준 천성의 “사랑 힘” 모델프레스, 2018년 3월 26일, 2019년 12월 2일에 확인.
42. 1 2  “나가노 메이와 다나카 케이의 소속 사무소가 가랑이 불륜 보도를 부정 「오해가 생긴 행동」 「친구 관계입니다」”. 닛칸스포츠. 2025년 4월 23일. 2025년 4월 29일에 확인함.
43. ↑  “【양다리 교제 의혹】나가노 메이, 과거에 말하고 있던 「이상한 냄새 맡기지 않는다」발언의 것이가…“배신”발각에 팬 대쇼크”. 《SmartFLASH》. 2025년 5월 19일. 2025년 5월 22일에 확인함.
44. ↑  “나가노 메이루와의 교제를 김무준 측 부정 다나카 케이 추가 〈양다리 불륜〉 보도 한국 미디어도 보도한다”. 닛칸스포츠. 2025년 4월 24일. 2025년 4월 29일에 확인함.
45. ↑  “불륜 보도의 나가노 메이 라디오 출연으로 사과 「오해를 초래하는 행동, 진심으로 반성」 「신뢰를 되찾을 수 있도록」”. 《Sponichi Annex》 (스포츠 닛폰 신문사). 2025년 4월 29일. 2025년 4월 29일에 확인함.
46. ↑  “다나카 케이가 불륜 의혹 보도에 대해 사죄 「오해를 초래하는 경솔한 행동이 된 것에 대해서, 깊이 반성」”. 《스포츠 호치》 (호치 신문사). 2025년 5월 2일. 2025년 5월 17일에 확인함.
47. 1 2  “나가노 메이 「교제의 사실 없다」사무소가 다나카 케이와의 불륜 의혹을 재차 완전 부정 문춘 속보로 LINE 내용 게재도…”. 《Sponichi Annex》 (스포츠 닛폰 신문사). 2025년 5월 8일. 2025년 5월 19일에 확인함.
48. ↑  “역시 있던 「문춘포」속보 나가노 메이＆다나카 케이, 친밀 LINE 폭로로 기억되는 「센텐스프링」”. 《J-CAST 뉴스》 (제이 캐스트). 2025년 4월 29일. 2025년 4월 29일에 확인함.
49. ↑  “나가노 메이 인터넷 CM 9개가 삭제 마지막 〈SK-II〉도 톱 페이지에서 철거”. スポニチ. 2025년 5월 17일에 확인함.
50. ↑  “다나카 케이와의 양다리 불륜 의혹 보도의 나가노 메이, 선스터, JCB의 공식 사이트에서 CM 삭제 잇따라”. 日刊スポーツ. 2025년 5월 10일에 확인함.
51. ↑  “나가노 메이, 레귤러 라디오 「ANNX」의 강판 발표 & 프로그램 종료 올해 3월 말에 취임도…지난달 방송시에는 “불륜 소동”을 사과 “오해를 초래하는 경솔한 행동을 했다””. 《ORICON NEWS》. 2025년 5월 19일. 2025년 5월 19일에 확인함.
52. ↑  《나가노 메이, 대하 드라마 「도요토미 형제!」출연을 거절 NHK가 발표》. 《영화 나탈리》 (나타샤). 2025년 5월 19일. 2025년 5월 19일에 확인함.
53. ↑  《대하드라마 「도요토미 형제!」출연자의 출연 사퇴의 신청에 대해서》. NHK. 2025년 5월 19일. 2025년 5월 19일에 확인함.
54. ↑  “나가노 메이, 마침내 대하드라마 ‘하루판’ 발표로 전해지는 ‘모순’의 지적 ‘불륜 보도’ 후의 ‘통상 영업’이 펼쳐진 상처”. 《SmartFLASH》. 2025년 4월 24일. 2025년 5월 22일에 확인함.
55. ↑  “《불륜은 여성이 두드려진다?》 나가노 메이 사실상 “활동 휴지”의 뒤에서 다나카 케이의 지상파 등장에 찬부”. 《여성자신》. 2025년 5월 22일. 2025년 5월 23일에 확인함.
56. ↑  “【활동 휴지 상태】나가노 메이, 눈에 띈 “친구 여배우”의 교훈 살리지 않고… “불륜 강판”으로 “밑바닥으로 돌아가” 가시나무의 길”. 《SmartFLASH》. 2025년 5월 22일. 2025년 5월 23일에 확인함. |title=에 라인 피드 문자가 있음(위치 44) (도움말)
57. ↑  “나가노 메이가 NHK 대하드라마 출연 사퇴, 26년 「도요토미 형제!」촬영 직전에 신청 활동 휴지는 부정”. 日刊スポーツ. 2025년 5월 23일에 확인함.
58. ↑  “영화 「한낮의 유성」 스즈메는 나가노 메이! 시시오는 미우라 쇼헤이, 마무라는 시라하마 아란”. 《음악 나탈리》. 주식회사 나타샤. 2016년 10월 13일. 2016년 10월 13일에 확인함.
59. ↑  “나가노 메이, 30cm 싹둑 잘라 야마모토 미즈키 × Hey! Say! JUMP 이노오 케이 「피치걸」에 발탁”. 《모델프레스》. 2016년 4월 24일. 2016년 4월 24일에 확인함.
60. ↑  “사카구치 켄타로 × 나가노 메이 「가면 병동」 내년 3월 공개 결정 누계 발행 부수  85만부의 미스터리 소설을 영화화”. 《Real Sound》 (주식회사blueprint). 2019년 9월 20일. 2019년 9월 20일에 확인함.
61. ↑  “시무라 켄 : 스다 마사키와 야마다 요지 감독 작품으로 W 주연 나가노 메이, 미야모토 노부코도 쇼치쿠 영화 100주년 기념작 「키네마의 신」”. 《만탄웹》 (주식회사MANTAN). 2020년 1월 25일. 2020년 2월 19일에 확인함.
62. ↑  “스다 마사키 영화 「키네마의 신」 완성을 보고 「추억 담긴 작품」”. 《시네마카페》. 이드. 2021년 3월 30일. 2021년 7월 7일에 확인함.
63. ↑  “나가노 메이가 주연 소설 「그리고 바통은 넘겨졌다」영화화 「사랑의 종류를 알고 사람과의 관계는 강해져」”. 《Sponichi Annex》 (스포니치 신문사). 2021년 4월 8일. 2021년 4월 16일에 확인함.
64. ↑  “보고：극단 Be 폰킷키 제1회 공연 〈이상한 7개의 트렁크〉”. 후지 TV KIDS 클럽. 2010년 7월 11일. 2012년 4월 29일에 원본 문서에서 보존된 문서. 2018년 3월 5일에 확인함.
65. ↑  “아라타 마켄유&나가노 메이, 야마자키 켄토 주연 「니노쿠니」에서 애니메이션 성우 첫 도전 연인의 남녀”. 《영화.com》. 2019년 6월 11일. 2019년 6월 11일에 확인함.
66. ↑  “키스마이 타마모리 유타 세계의 운명 잡는 좀도둑에 〈갓 오브 이집트〉 성우 발표”. 《영화 나탈리》. 2016년 6월 14일. 2016년 6월 14일에 확인함.
67. ↑  “하트넷 TV 〈조용하고 활기찬 학교 -수화로 배우는 아키하루 학원-”. NHK. 2021년 6월 27일에 확인함.
68. ↑  “나가노 메이 「토키」의 다큐멘터리에서 내레이션 담당”. 《마이 나비 뉴스》. 마이 나비. 2020년 1월 4일. 2021년 6월 27일에 확인함.
69. ↑  “시리즈 일본과 일본인 토키츠나구 섬 내일의 하늘에 춤 춰라 따온 색의 날개”. 《NNN 다큐멘터리》. NTV. 2021년 6월 27일에 확인함.
70. ↑  “메이의 메이 연기♪ ~졸업식편 ~그리고 각자의 중요한 소식!”. 《SCHOOL OF LOCK! GIRLS LOCKS!》. TOKYO FM. 2018년 3월 1일. 2018년 3월 5일에 확인함.
71. ↑  “TOKYO FM 월간 시간표 10월호” (PDF). FM 도쿄. 2쪽. 2017년 3월 5일에 원본 문서 (PDF)에서 보존된 문서. 2016년 10월 1일에 확인함.
72. ↑  《「나가노 메이의 올 나이트 닛폰 X」가 방송 종료, 출연 사퇴의 제안을 받아》. 《영화 나탈리》 (나타샤). 2025년 5월 19일. 2025년 5월 19일에 확인함.
73. ↑  “2016년 추계 전국 화재 예방 운동 실시” (PDF). 소방청. 2016년 11월 8일. 2017년 1월 16일에 원본 문서 (PDF)에서 보존된 문서. 2017년 1월 11일에 확인함.
74. ↑  “SHE'S 공식 사이트”. 스피드 스타 뮤직. 2015년 11월 11일에 확인함.
75. ↑  “사쿠라시메지, 나가노 메이 등장 신곡 MV는 「소리 사랑」 촬영지로”. 《음악 나탈리》 (주식회사 나타샤). 2016년 7월 9일. 2016년 7월 11일에 확인함.
76. ↑  “나가노 메이, 니콜라 졸업 「니코모로 좋았다」”. 닛테레NEWS. 2016년 3월 29일. 2016년 3월 31일에 확인함.
77. ↑  “나가노 메이「Seventeen」전속 모델로 새로운 영입 「어쨌든 깜짝」”. 《모델프레스》 (주식회사 나타샤). 2016년 8월 1일. 2016년 9월 20일에 원본 문서에서 보존된 문서. 2018년 3월 11일에 확인함.
78. ↑  “히로세 스즈 & 나가노 메이가 호화 경연 「Seventeen」50P 포토 북 W 표지”. 《ORICON NEWS》 (oricon ME). 2018년 4월 28일. 2018년 4월 28일에 확인함.
79. ↑  “나가노 메이 : 차기 아침 드라마 「절반, 푸르다」 히로인 18세의 지금을 잘라낸 포토 북 발매”. 《만탄웹》 (주식회사MANTAN). 2018년 3월 8일. 2018년 3월 11일에 확인함.
80. ↑  “나가노 메이, 1st 사진집 「moment」 3·5 출시 의상은 모든 사물 「생각보다 힘들었다」”. 《ORICON NEWS》 (오리콘 주식회사). 2018년 12월 18일. 2018년 12월 18일에 확인함.
81. ↑  “나가노 메이, 멕시코에 매료 화려한 표정 2nd 사진집 등신대의 「지금」 많이 선보여”. 《ORICON NEWS》 (오리콘 주식회사). 2020년 2월 16일. 2020년 2월 16일에 확인함.
82. ↑  “나가노 메이「team mate」”. SDP. 2021년 6월 19일에 확인함.
83. ↑  “히로세 스즈, 미요시 아야카 등 「Seventeen」 모델 & 치바 유다이 등 꽃미남 게스트가 호화 집결 <여름의 학원제  2016 / 사진 특집>”. 《모델프레스》 (주식회사 나타샤). 2016년 8월 23일. 2020년 3월 2일에 확인함.
84. ↑  “한여름의 파라다이스! 나가노 메이에 나카가와 타이시, 미남미녀가 런웨이를 누비는”. 《더 텔레비전》 (KADOKAWA). 2017년 8월 26일. 2020년 3월 2일에 확인함.
85. ↑  “나가노 메이 & 오오토모 카렌 & 요코타 마유, “카레마누메이” 포즈에 팬 환희 <Seventeen 여름의 학원제 2018>”. 《모델프레스》 (주식회사 나타샤). 2018년 8월 23일. 2020년 3월 2일에 확인함.
86. ↑  “나가노 메이 : 새로운 “아침 드라마 히로인”이 TGC 런웨이 첫 경험 「스타가 된 기분」”. 《MANTANWEB》 (MANTAN). 2018년 3월 31일. 2018년 9월 20일에 확인함.
87. ↑  “【17년 10월기 컨피던스 드라마상】나가노 메이, 도전적인 역으로 “여배우상”을 첫 수상 「너무 기쁘다」”. 《ORICON NEWS》 (oricon ME). 2017년 10월 28일. 2018년 3월 11일에 확인함.
88. ↑  “나가노 메이, 18세 맞아 여배우로서의 자세 「새로운 만남을 소중히 다양한 역할과 마주하고 싶다」”. 《ORICON NEWS》 (oricon ME). 2017년 11월 5일. 2018년 3월 11일에 확인함.
89. ↑  “2017년에 가장 많이 검색수가 급상승한 “올해의 얼굴”을 표창 국민이 뽑은 상 「Yahoo! 검색 대상 2017」 「블루종 치에미」가 “대상”과 “코미디언 부문”의 두 번 수상!!”. 야후 주식회사. 2017년 12월 6일. 2021년 1월 11일에 원본 문서에서 보존된 문서. 2018년 3월 11일에 확인함.
90. ↑  “제13회 「컨피던스 어워드 드라마상」 발표 「기보무스」 외 총 7개 부문 수상자 기쁨의 코멘트 도착”. 《ORICON NEWS》. oricon ME. 2018년 10월 26일. 2021년 6월 27일에 확인함.
91. ↑  “여우주연상 수상 결과 1위 : 나가노 메이 제98회 - 더 텔레비젼 드라마 아카데미상”. 《더 텔레비전》. KADOKAWA. 2018년 11월 14일에 확인함.
92. ↑  “「2019년 엘란도르상」시상식이 개최! 신인상·TV 가이드상에 시손 쥰, 아오이 와카나, 타나카 케이, 나가노 메이, 나카무라 토모야, 마츠오카 마유 6명!!”. 주식회사 도쿄 뉴스 통신사. 2019년 2월 8일. 2019년 2월 8일에 확인함.
93. ↑  “나가노 메이가 신인상 미야자키 아오이·오카다 마사키·스다 마사키가 「제27회 하시다상」 발표”. 모델프레스. 2019년 3월 31일. 2019년 3월 31일에 확인함.
94. ↑  “여우조연상 수상 결과 1위 : 나가노 메이 제100회 - 더 텔레비젼 드라마 아카데미상”. 《더 텔레비전》. KADOKAWA. 2019년 8월 29일에 확인함.